# 1117-es mellékút (Magyarország)
Az 1117-es számú  mellékút egy mellékút Esztergom területén. Egyik funkciója, hogy a várost elkerülő közlekedési kapcsolatokat biztosítson az 1111-es út és a 117-es főút térségében, de a legfontosabb feladata az esztergomi ipari park területének feltárása.
Az utat 1997-ben vonták belterületbe.
Hivatalos neve 2023-tól Suzuki út mivel a Magyar Suzuki Zrt.-t is ez az út kapcsolja be a térség közlekedési „vérkeringésébe”. Előtte a neve Látóhegyi út volt. A képviselő-testüelet döntése értelmében ez változott meg a köznyelvben is használt Suzuki útra.

## Nyomvonala
A 117-es főútból ágazik ki, majdnem pontosan annak 7. kilométerénél, Esztergom-Kertváros előtt, észak-északkeleti irányban. Első szakaszán elhalad a Duna–Ipoly Nemzeti Park bemutatóháza mellett és a Kis-Strázsa-hegy lábainál, majd továbbhaladva az esztergomi ipari park létesítményei közé ér. Kevéssel a 3. kilométere előtt ér véget, betorkollva az 1111-es útba, annak 33. kilométere közelében.